# 余瑞璜
余瑞璜（1906年3月10日—1997年5月19日），江西宜黃人，中国物理学家，中国科学院院士，主要从事X射线晶体学、金属物理、固体物理理论等方面的研究。

## 生平
1925年，考入国立东南大学（后更名国立中央大学）。
1929年，毕业于国立中央大学物理学系。
1937年，获英国曼彻斯特大学理学博士学位。
1955年，选聘为中国科学院院士（学部委员）。

## 荣誉
因在1942年创立X射线晶体结构分析新综合法，被国际晶体学界表彰为国际上第一流晶体学家。